# The Golden Ages
The Golden Ages è un gioco da tavolo strategico ideato da Luigi Ferrini appartenente alla sfera dei civ light, che verte cioè sul tema della civilizzazione in modo molto più snello di altri titoli analoghi senza però scadere nella banalità. Scopo del gioco è guidare la propria civiltà attraverso i secoli conquistando Punti Vittoria (PV) per mezzo di guerre, risorse, sviluppo di un albero tecnologico ed esplorazione del mondo.

## Svolgimento
Il gioco si sviluppa in quattro Ere, ognuna composta da cinque fasi: preparazione dell'Era, scoperta di nuovi territori, azioni, fine dell'Era, inizio nuova Era.

### Preparazione dell'Era
L'entrata in una nuova Era comporta la scoperta di tutte le relative carte Meraviglia che vengono scoperte sul tavolo insieme ad un numero di carte Edificio dipendente dal numero di giocatori. Tutti rivelano la propria nuova carta Civiltà dell'Era in corso e scelgono se sostituirla con la loro carta Civiltà dell'Era precedente: il giocatore con la carta Civiltà con il numero più basso diventa il primo giocatore di quell'Era.

### Nuovi territori
Tutti i giocatori, a partire dal primo in senso orario, eseguono due azioni consecutive:
1. devono pescare una nuova tessera Continente e posizionarla sulla mappa;
2. devono piazzare (nella prima Era) o possono spostare (nelle Ere seguenti) la propria capitale.

### Azioni
È questa la fase principale del gioco: ogni giocatore, a partire dal primo in senso orario, deve eseguire una qualunque azione finché tutti non hanno iniziato un'Età dell'Oro. Le azioni a disposizione sono otto, e le prime quattro di queste richiedono l'uso di un colono:
- Esploratore: muovere un colono e/o fondare una città;
- Costruttore: costruire un edificio;
- Artista: guadagnare 3 Punti Vittoria;
- Soldato: attaccare un avversario;
- Meraviglia: costruire una Meraviglia;
- Attivazione: attivare un edificio o una Meraviglia;
- Tecnologia: sviluppare una nuova Tecnologia;
- Età dell'Oro: entrare in un'Età dell'Oro.

### Fine dell'Era
Quando tutti i giocatori hanno iniziato l'Età dell'Oro, l'Era termina immediatamente e si totalizzano i punti relativi alla carta Giudizio della Storia aggiornando il tracciato dei punti.

### Inizio nuova Era
Vengono scartate tutte le carte Edificio e Meraviglia non costruite dell'Era precedente e si riposizionano i coloni sulla mappa. 

### Fine del gioco
Quando uno dei giocatori entra nella sua quarta Età dell'Oro gli avversari hanno diritto ad un ultimo turno. Al termine, si totalizzano Punti Vittoria in base a:
- Oro: 1 PV per ogni 3 monete possedute;
- Tecnologie sviluppate: i PV sono riportati sul retro delle tessere Tecnologia;
- Segnalini Gloria: i PV sono riportati sul retro dei segnalini Gloria;
- Carte Tecnologie Future: ogni giocatore rivela la propria carta Tecnologia Futura e guadagna 8 PV se ne ha soddisfatto le condizioni.